# Galileo (GDS)
Pour les articles homonymes, voir Galileo.
Galileo est un système de réservation informatique pour agence de voyages ainsi que toute entreprise spécialisée dans le tourisme. Le système appartient à Travelport. En 2002, dans le monde, 26,4 % des réservations de vol étaient effectuées par Galileo.  

## Histoire
Les racines de Galileo remontent à 1971, quand United Airlines a créé son premier système central de réservation informatisé sous le nom de Apollo. Au cours des années 1980 et au début des années 1990, une proportion importante de billets d'avion a été vendu par des agents de voyages. Les vols effectués par la compagnie aérienne, propriétaire du système de réservation, avaient un affichage préférentiel sur l'écran d'un ordinateur. En raison de l'arrivée sur le marché des systèmes Sabre et Apollo, appartenant respectivement à American Airlines et United Airlines, Worldspan et Galileo ont été créés par des compagnies aériennes concurrentes afin de gagner des parts sur le marché du système de réservations informatiques et, par inférence, le marché de l'aviation commerciale. Galileo a été formé en 1987 par neuf transporteurs européens - British Airways, KLM Royal Dutch Airlines, Alitalia, Swissair, Austrian Airlines, Olympic, Sabena, Air Portugal et Aer Lingus.

## Rôle
Galileo joue le rôle d'intermédiaire entre différents prestataires comme les compagnies aériennes, chaînes d'hôtels, sociétés de location de voitures, compagnies ferroviaires voyagistes, et autres revendeurs finaux du secteur comme principalement les agences de voyages. Ces systèmes sont appelés Global Distribution System (GDS) ou Computer Reservation System (CRS).
Le système de réservation informatique de Galileo est associé à une importante plate-forme de traitement des réservations affichant les connexions internationales du plus grand nombre de prestataires spécialisés aux services du voyage. 
Travelport Opinions est le premier site d'aide à la vente pour les sociétés et agences de voyages.
Les trois plus importants GDS sont, l'européen Amadeus, l'américain Sabre, ainsi que Travelport, qui regroupe WorldSpan et Galileo.